# تپه آونم
تپه آونم مربوط به دوره اشکانیان - دوره ساسانیان - سده‌های ۴–۶ ه.ق است و در شهرستان کوهدشت، بخش کونانی، دهستان زیر تنگ، ۵ کم شرق روستای چم برزو واقع شده و این اثر در تاریخ ۲۸ اسفند ۱۳۸۵ با شمارهٔ ثبت ۱۸۴۲۳ به‌عنوان یکی از آثار ملی ایران به ثبت رسیده است.